# Sigmund von Erlach (Hofmarschall)

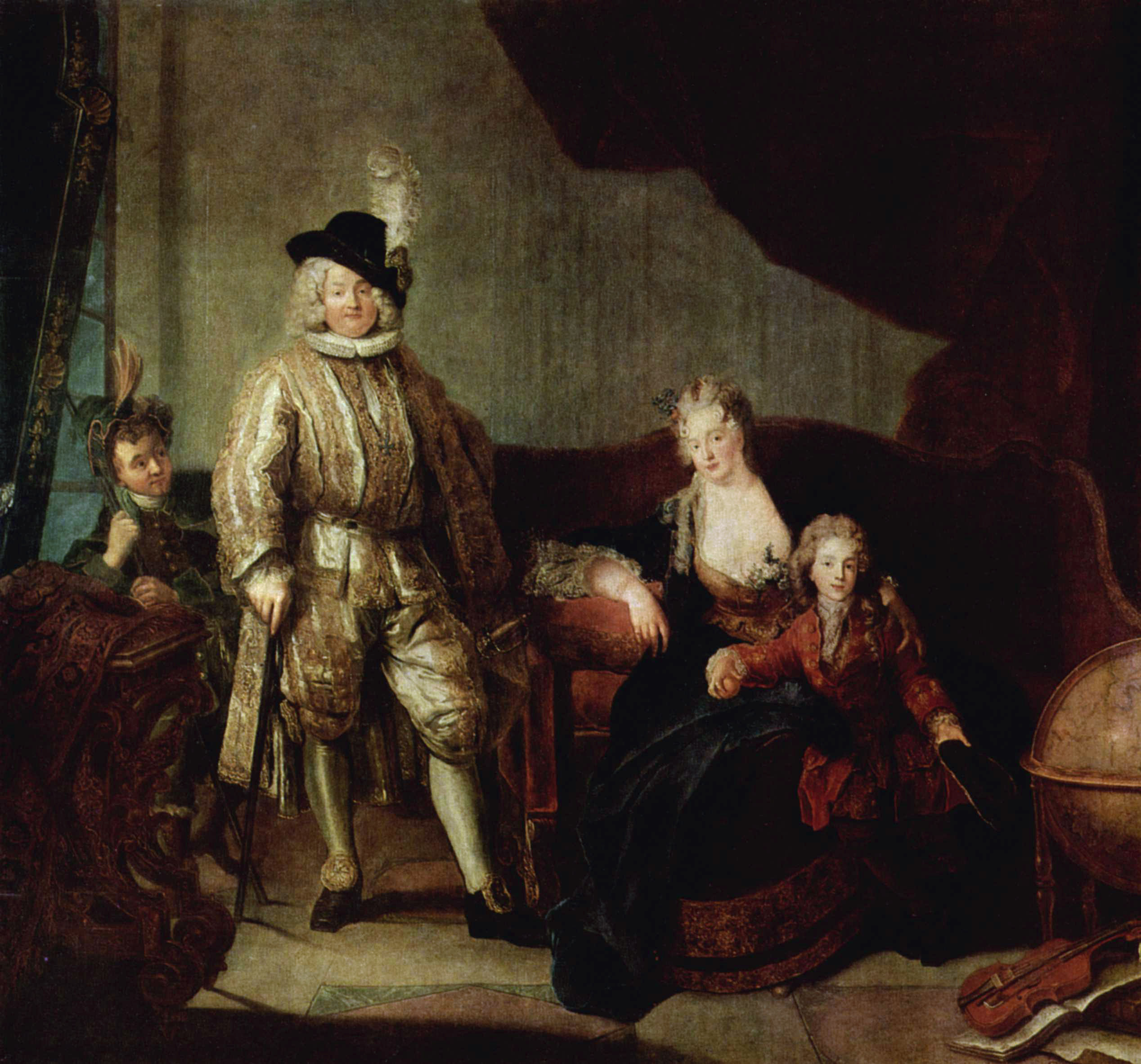
Antoine Pesne, Sigmund von Erlach und seine Familie (1711)

Sigmund von Erlach (* 19. März 1671 in Bern; † 30. Dezember 1722 in Berlin) war Hofmarschall und Kommandeur der Hundertschweizer unter Kurfürst Friedrich III. von Brandenburg.

## Leben
Er entstammte dem Berner Uradelsgeschlecht von Erlach und begann seine Laufbahn als Leutnant der Schweizer Garde in französischen Diensten. Sein Bruder Johann Jakob von Erlach war dort Kompaniechef. Die Garde nahm am Krieg in Brabant teil. Er kämpfte in Fleurus, Steenkerke und Neerwinden sowie bei den Belagerungen von Mons, Namur und Charleroi. Im Jahr 1694 ging er als Hauptmann der Infanterie und Kammerherr in Kurbrandenburger Dienste.
Im Jahr 1698 wurde er Leutnant bei den Hundertschweizern und 1701 Oberstleutnant. Im gleichen Jahr erhielt er den Orden De la Générosité. Er übernahm 1704 die Schweizergarde als Nachfolger von Imbert Rollaz du Rosey († 1704). Am 25. September 1703 wurde er Oberschenk, im Jahre 1706 Hofmarschall und 1708 wurde er Generalmajor.
Mit den Sparmaßnahmen unter Friedrich Wilhelm I. wurde die Schweizergarde 1713 aufgelöst. Als Entschädigung erhielt er 15 Dörfer und das Schloss Schönhausen.
Er wohnte auf Schloss Britz, das er seinem Schwiegervater 1705 abgekauft hatte. Dort ließ er 1706 das alte Gutshaus abreißen und durch ein massives Gebäude mit zwei Stockwerken ersetzen. Im Jahr 1713 verkaufte er es wieder.

## Familie
Er war zweimal verheiratet. Seine erste Frau Dorothe Charlotte von Chwalkowski heiratete er 1704. Sie war die Tochter des Geheimen Staatsrates Chwalkowski († 1705). 1706 heiratete er Sophia Wilhelmine von Schöning (* 18. Mai 1686; † 17. November 1730) aus dem Hause Tamsel. Sie war die Witwe von Adam Ludwig von Blumenthal (* 14. September 1666; † 13. August 1704) und war die Tochter des Feldmarschalls Hans Adam von Schöning. Das Paar hatte einen Sohn und eine Tochter.